# Kungslena kyrka
Kungslena kyrka är en kyrkobyggnad som sedan 2010 tillhör Varvs församling (2006–2010 Kungslena-Hömbs församling och tidigare Kungslena församling) i Skara stift. Den ligger i kyrkbyn Kungslena i den nordvästra delen av Tidaholms kommun.

## Kyrkobyggnaden
Kyrkan är byggd av sten, främst i kalksten men även gråsten, och vitkalkad utvändigt. Den består av långhus, korparti med sakristia och vapenhus i söder och väster. Taken är täckta med spån och på långhusets tak finns tre takryttare. I kyrkogårdsmuren finns tre murade och vitkalkade stigluckor.
Koret är dendrokronologiskt daterat till första femtedelen av 1100-talet, kyrkan är förmodligen uppförd då. I första skedet har kyrkan byggts i romansk stil med långhus och ett rakslutet kor. Påverkan från Skara domkyrkas korbygge, i slutet av 1200-talet, ledde till införande av unggotiska element i Kungslena kyrka. Sakristian är från 1200-talet och har förmodligen kvar sin ursprungliga port, som utmärker sig genom att dörrhandtaget är tillverkat i form av en drake som dräps av S:t Göran. På 1400-talet byggdes kyrkan ut och fick en extra travé i väster. Valv slogs. Man byggde vapenhuset och de tre takryttarna tillkom förmodligen då. I slutet av 1600-talet tillkom bänkinredning, altaruppsatsen och predikstolen. Klockstapeln uppfördes 1679. Sockenmagasinet, som är hopbyggt med kyrkogårdsmuren, härrör från 1700-talet.
1823 föreslogs att man skulle bygga en ny kyrka tillsammans med Varvs församling, men det gick inte Kungslenaborna med på. På 1860-talet genomgick kyrkan en viss modernisering genom att man tog upp större fönster och man satte in de nuvarande slutna bänkarna.

## Tak- och väggmålningarna
De medeltida målningarna är daterade till 1480-tal, strax efter att valven kommit till, och är attribuerade till Mäster Amund. Idag återstår bara några fragment eftersom målningarna kalkades över i slutet på 1600-talet. På södra väggen finns ett fragment av Kristi gisslande från en passionssvit. På östra vägen bakom altaruppsatsen finns nedre delen av Den tronande Kristus och en tupp. På norra korväggen till vänster om dörren till sakristian finns Erasmus martyrium målat.
År 1749 fick  Johan Risberg i uppdrag att dekorera kyrkan. Målningssviten består av omfattande akantus- och bandornamentik samt bibelmotiv. Förmodligen har Risberg delvis återanvänt Amunds karakteristiska rundlar i sin komposition. I östra valvet finns fyra motiv ur Hjärtats saga inspirerade av motsvarande målningar i Läckö slottskyrka. Runt fönsterna målades dekorativa gardiner. 1866 målade Anders Gustaf Ljungström tre motiv i kyrkan, nämligen en sol med namnet Jahve ovanför sydportalen, Den korsfäste Jesus på sydöstra långhusväggen, ovanför dopfunten, samt Kristi himmelsfärd på norra korväggen. Han ska då också fått i uppdrag att måla över en, av Risberg målad, helvetesskildring.

## Inventarier
- Dopfunten är från 1170-talet. Den ingår i Skalundagruppen och är attribuerad till Mäster Harald.
- En madonnaskulptur från 1200-talets mitt, utförd i ek, är placerad på långhusets norra vägg. Höjd 140 cm. Bemålningen är från 1700-talets mitt.[5]
- Basunängeln som hänger i triumfbågen är från 1700-talet.[6]

### Klockor
I klockstapeln hänger två senmedeltida klockor, tillkomna på 1520-talet, men av olika gjutare.
- Storklockan är gjuten 1524 och har runt halsen en inskrift i gotiska minuskler, som uttolkas: Herrens år 1524 är denna klocka nu [?] stöpt till Guds och Sankt Martins lov [av] mig Johannes André...
- Lillklockan har en illa skuren inskrift på halsen, som meddelar året för gjutningen och kan tolkas som 1524, 1526 eller 1527.

### Orgel
Orgeln, placerad på läktaren i väster, är tillverkad 1989 av Robert Gustavsson Orgelbyggeri. Den stumma fasaden härstammar från en äldre orgel byggd på 1700-talet. Instrumentet har tio stämmor fördelade på två manualer och pedal.

## Exteriörer

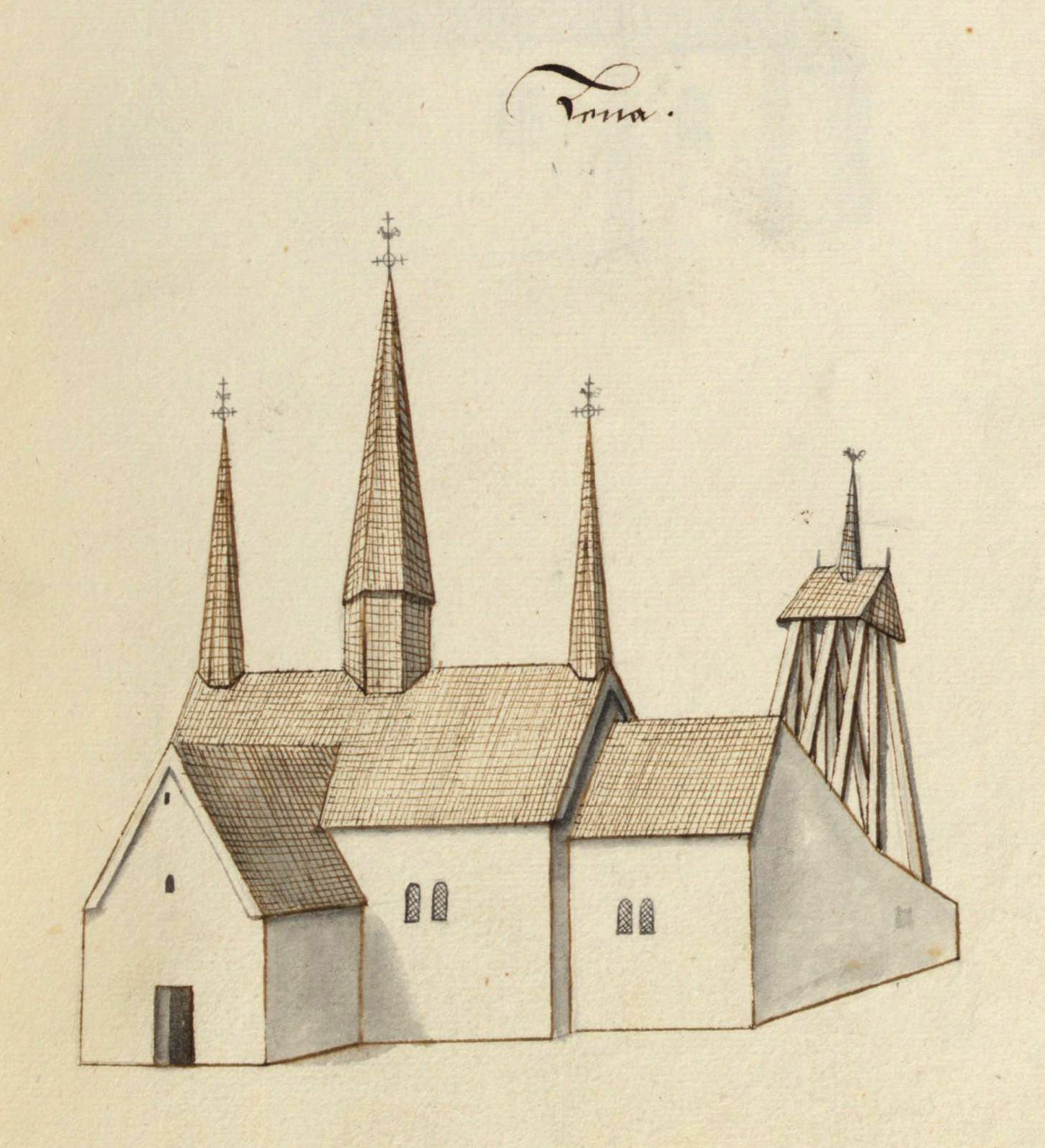
Kyrkan på teckning omkring 1670.
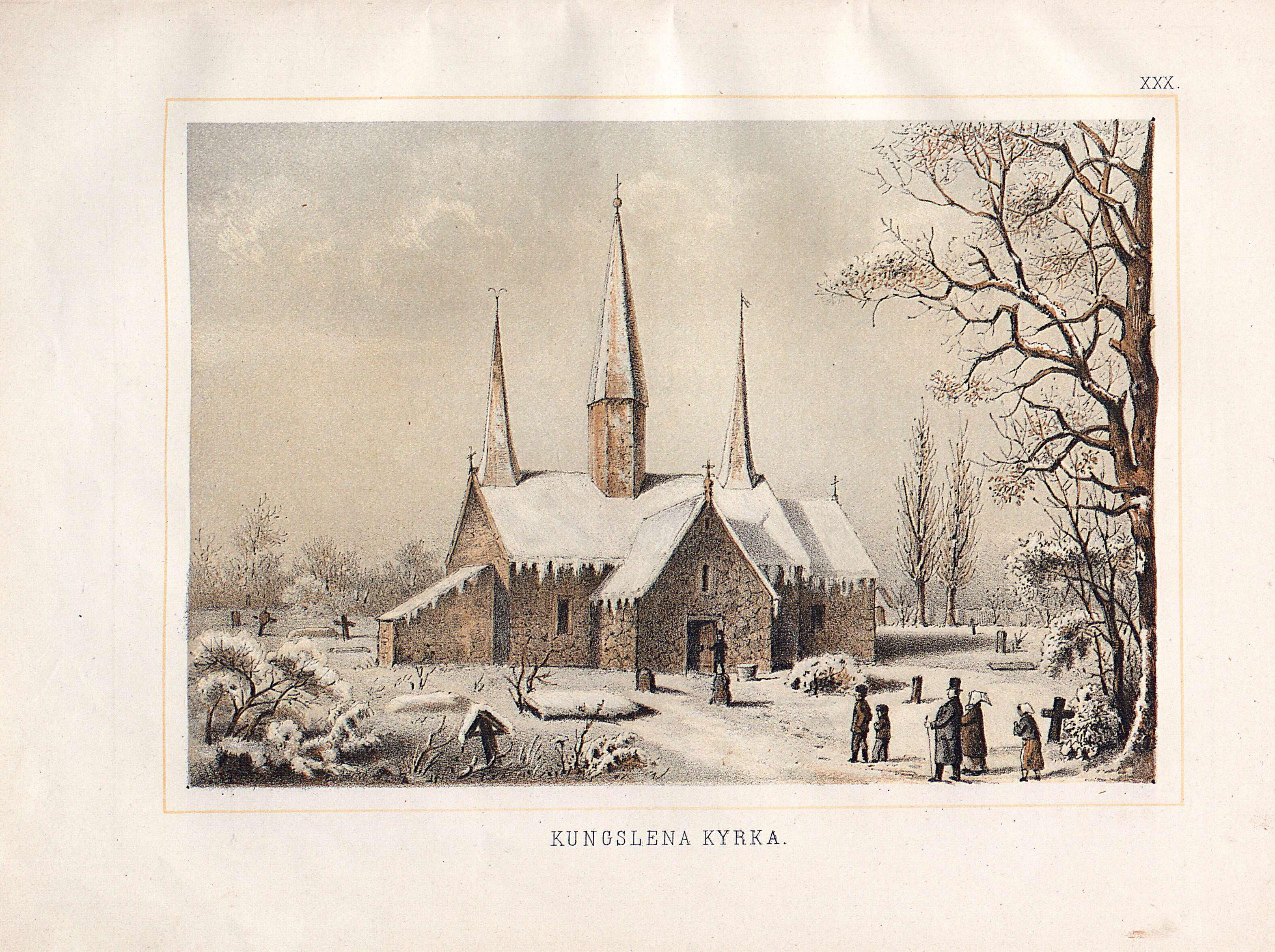
Kyrkan på färglitografi från 1874.
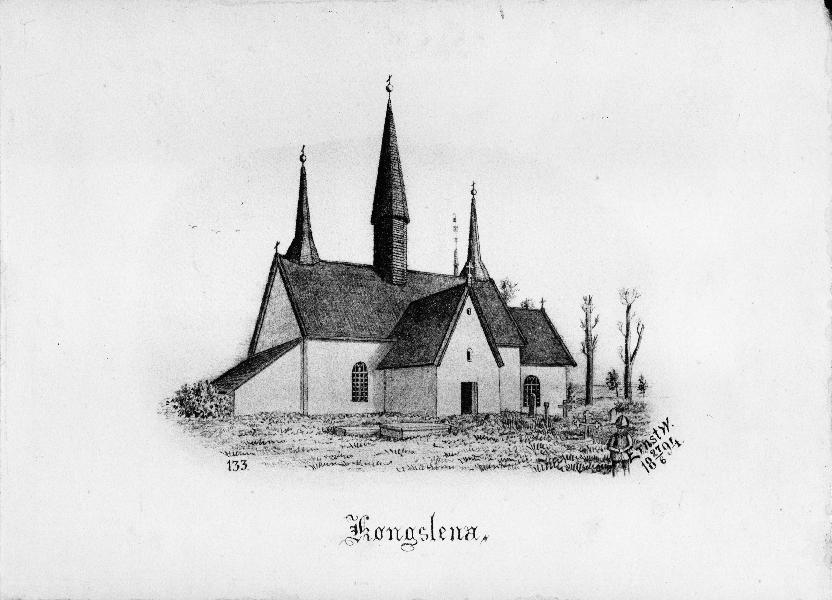
Kyrkan på teckning från 1894.
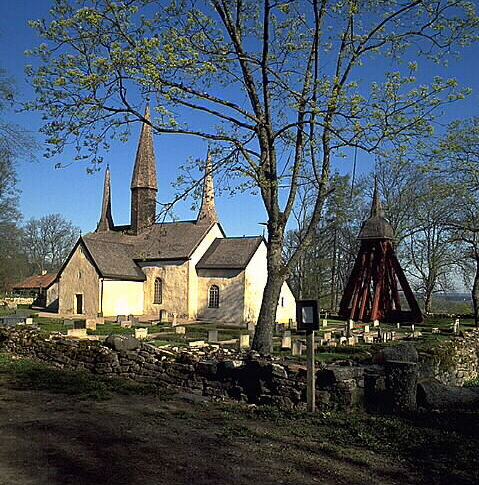
Exteriör från sydväst.
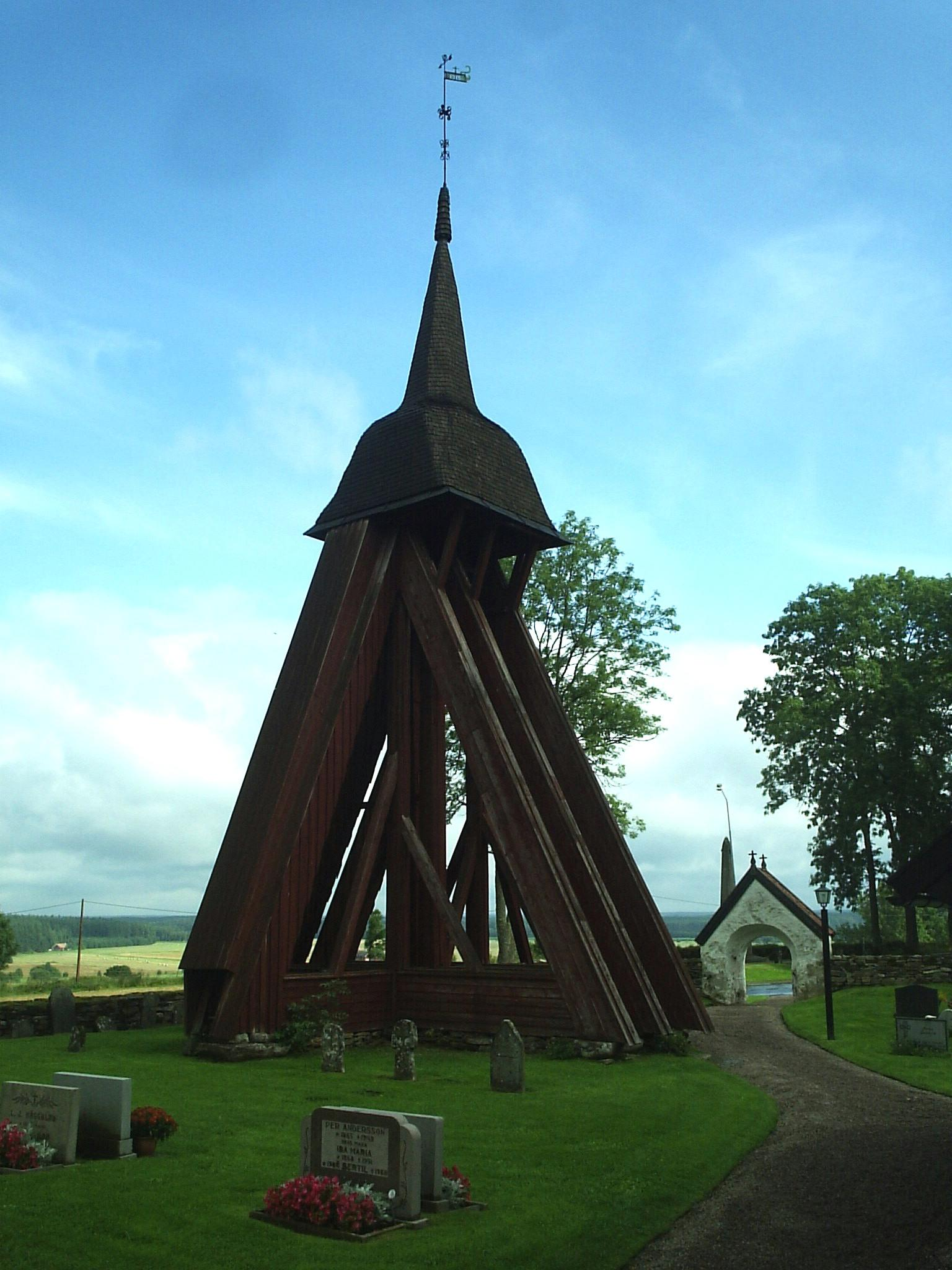
Klockstapel och stiglucka.
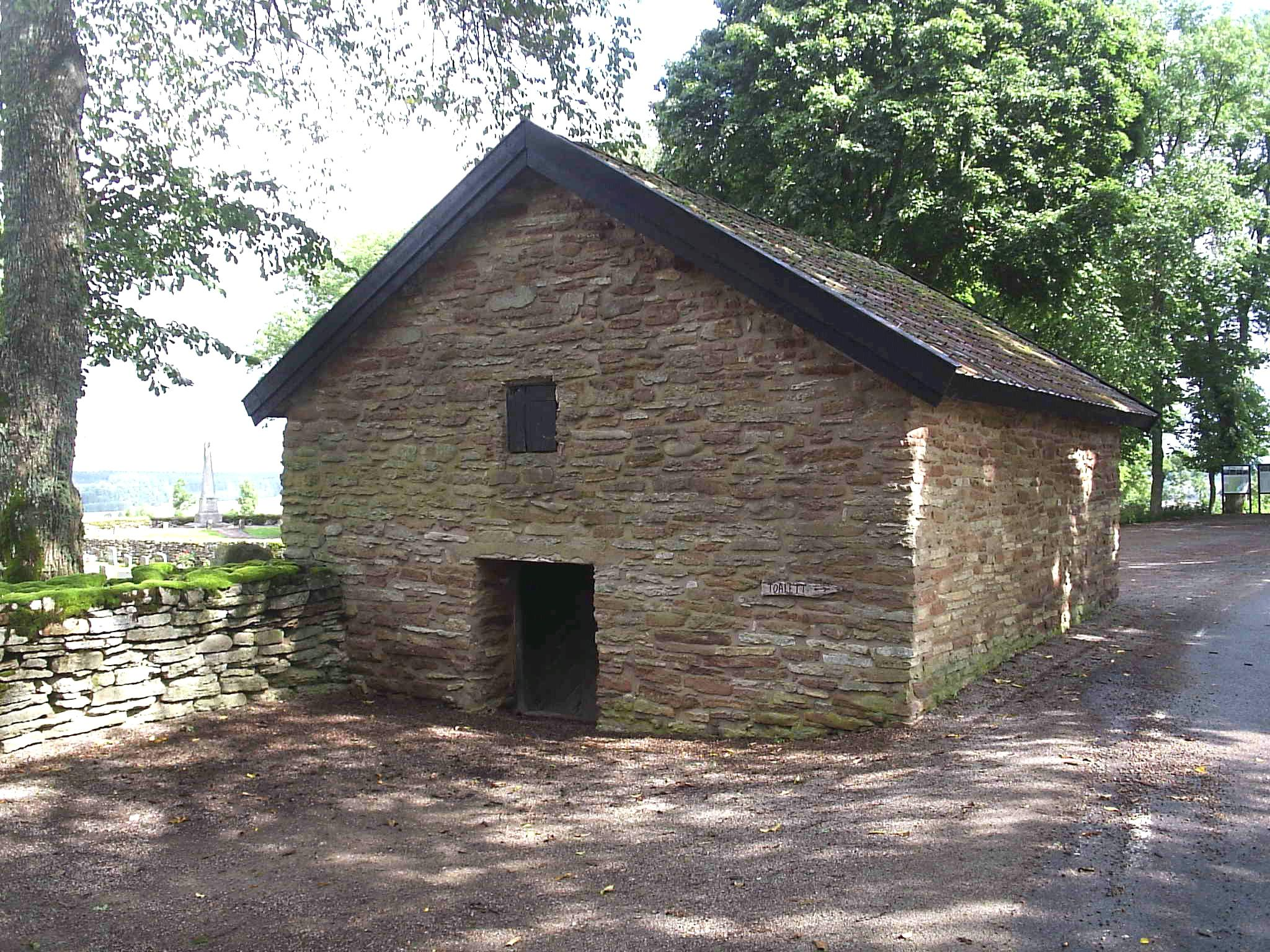
Sockenmagasinet.

## Interiörer

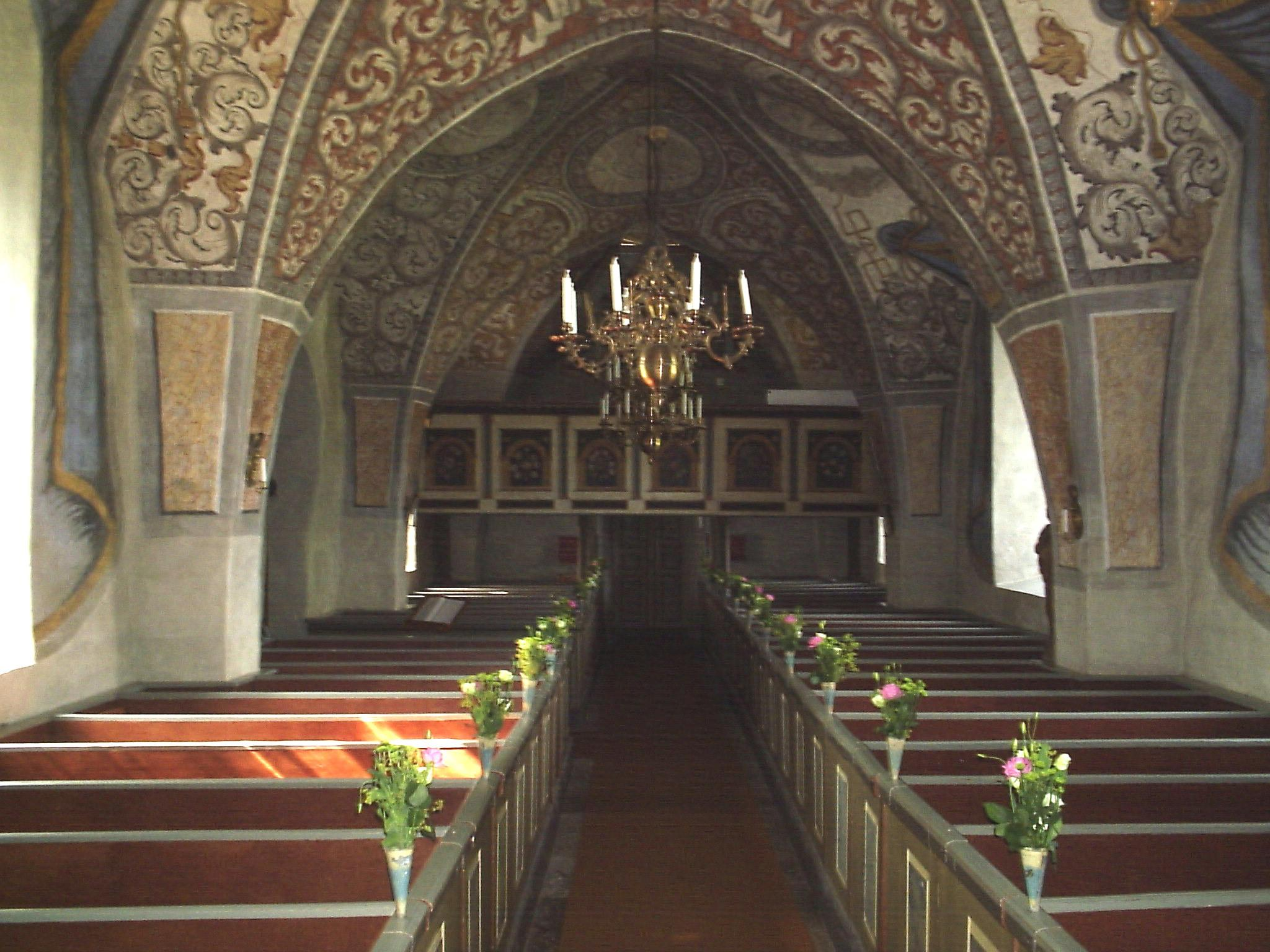
Interiör mot orgelläktaren.
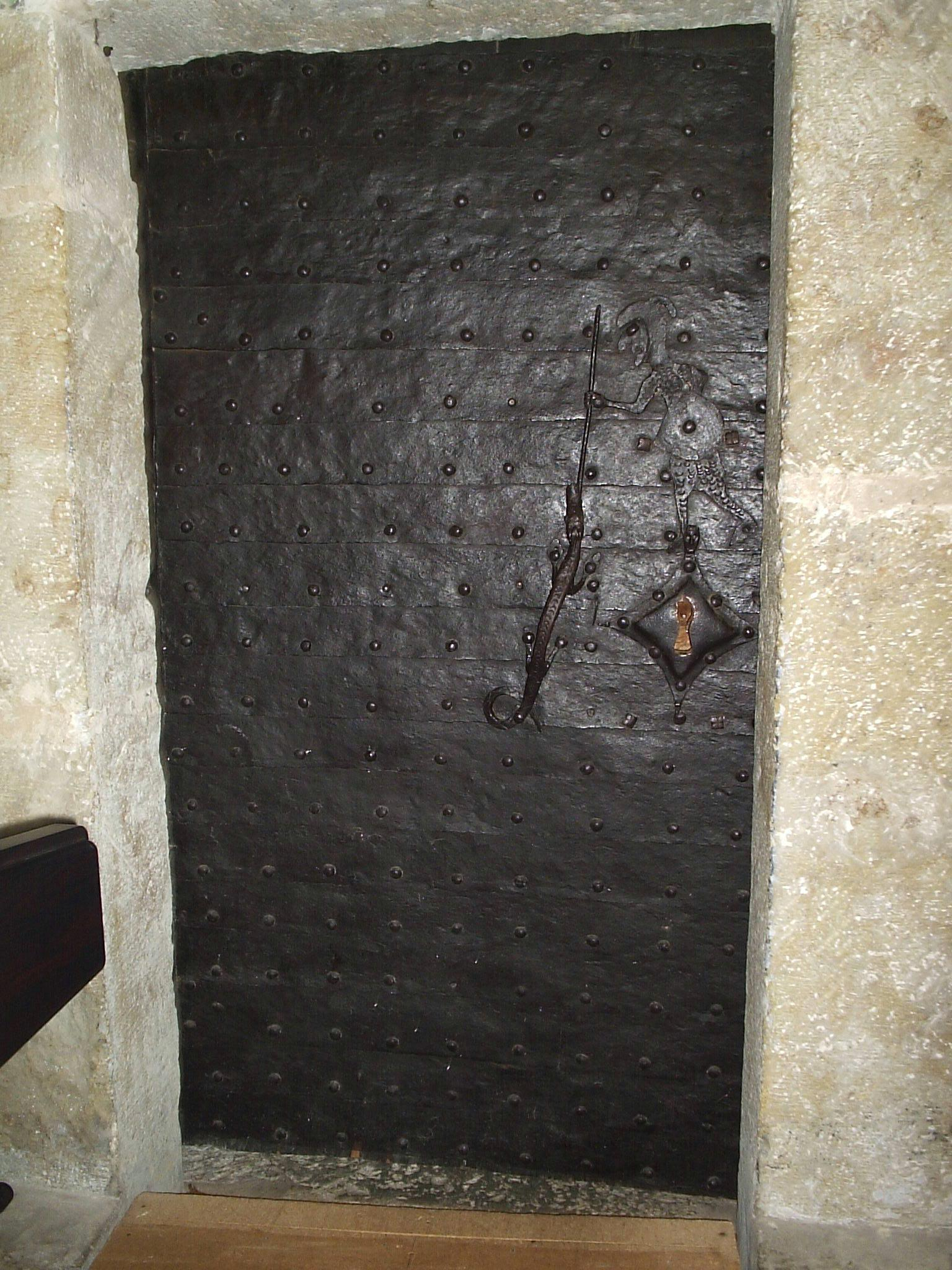
Dörren till sakristian. Dörrhandtaget är utformat som en drake som dräps av St. Göran.
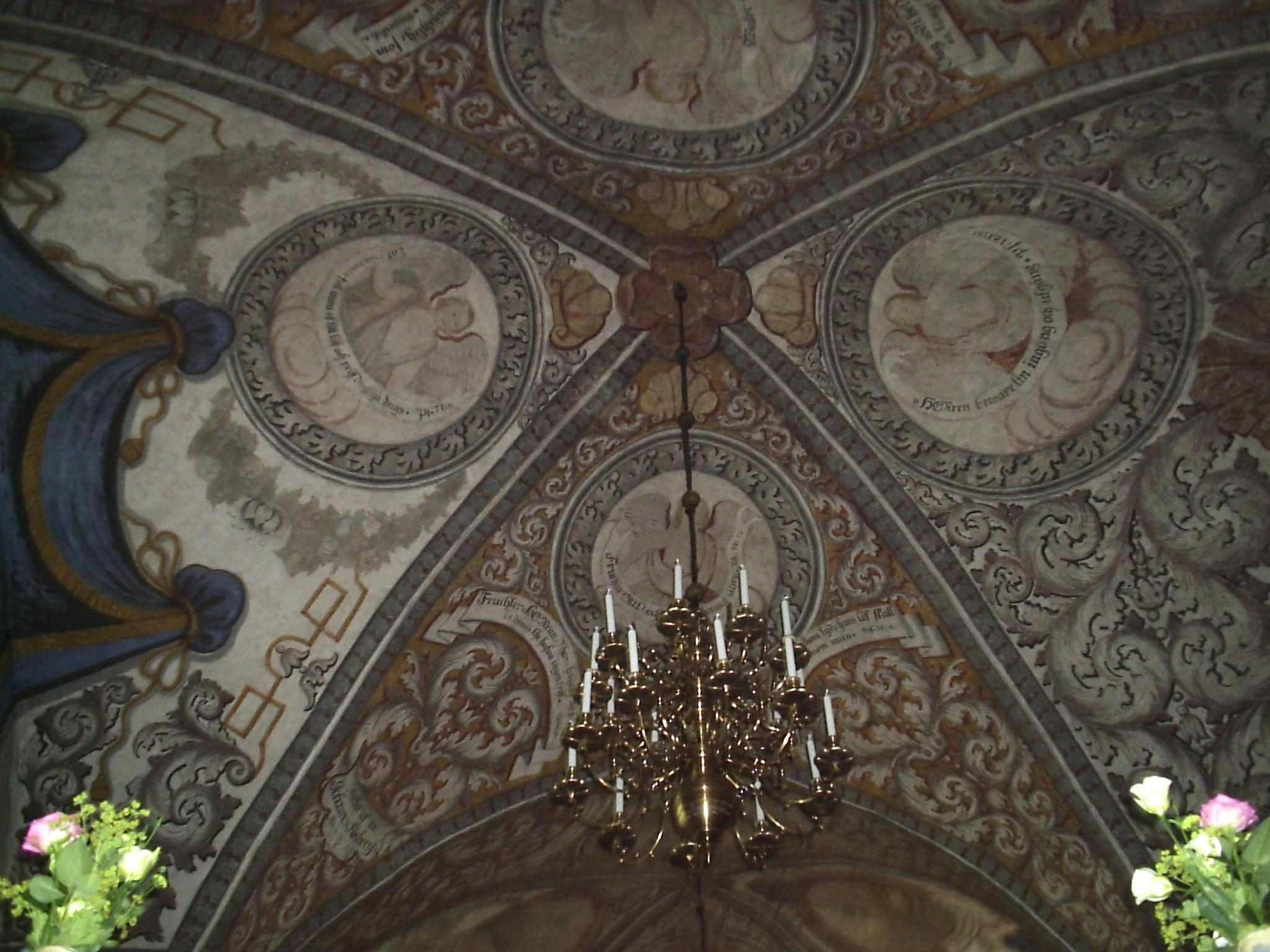
Kalkmålningar i valven från 1700-talet av Johan Risberg.
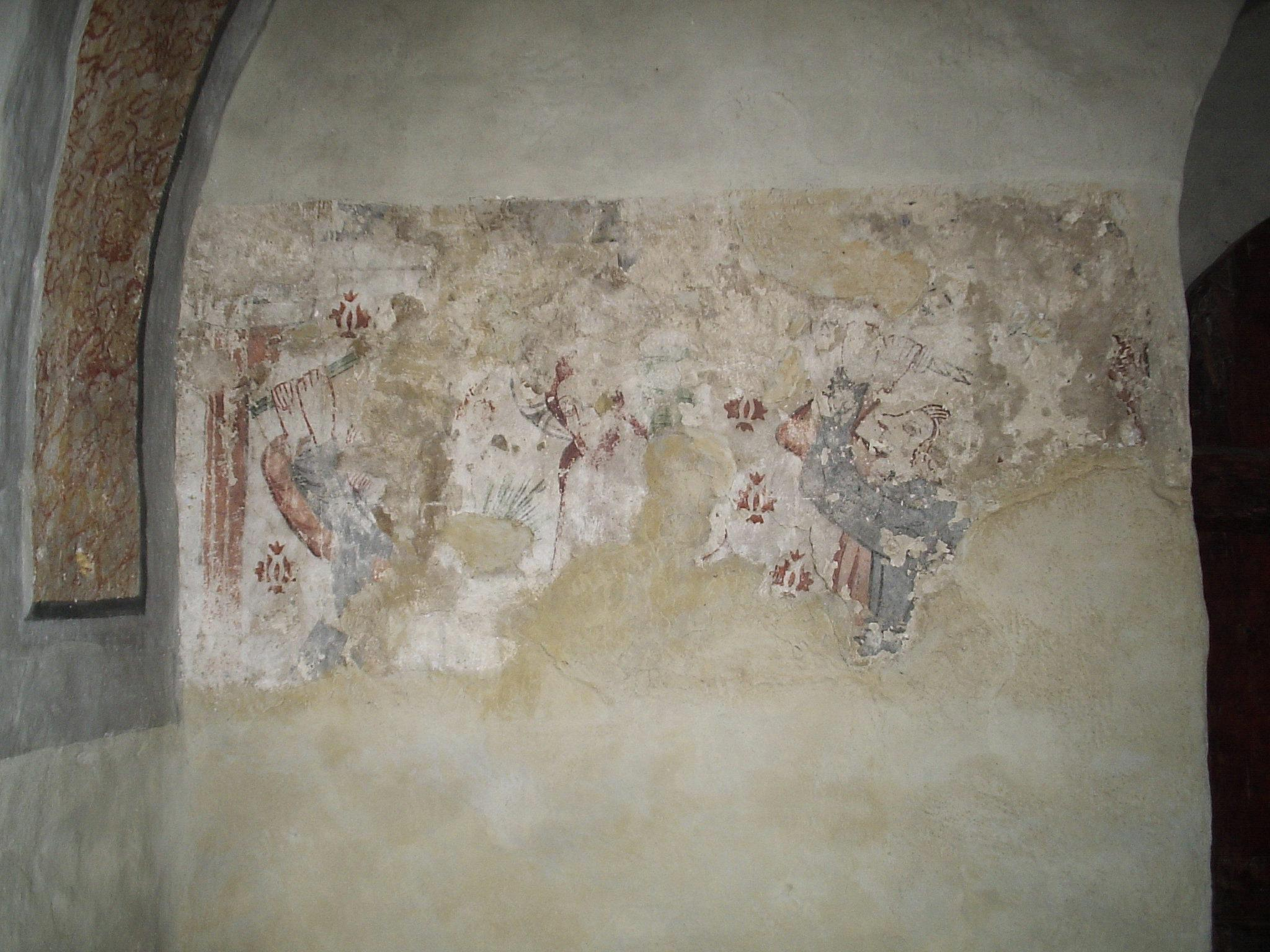
Väggmålning.
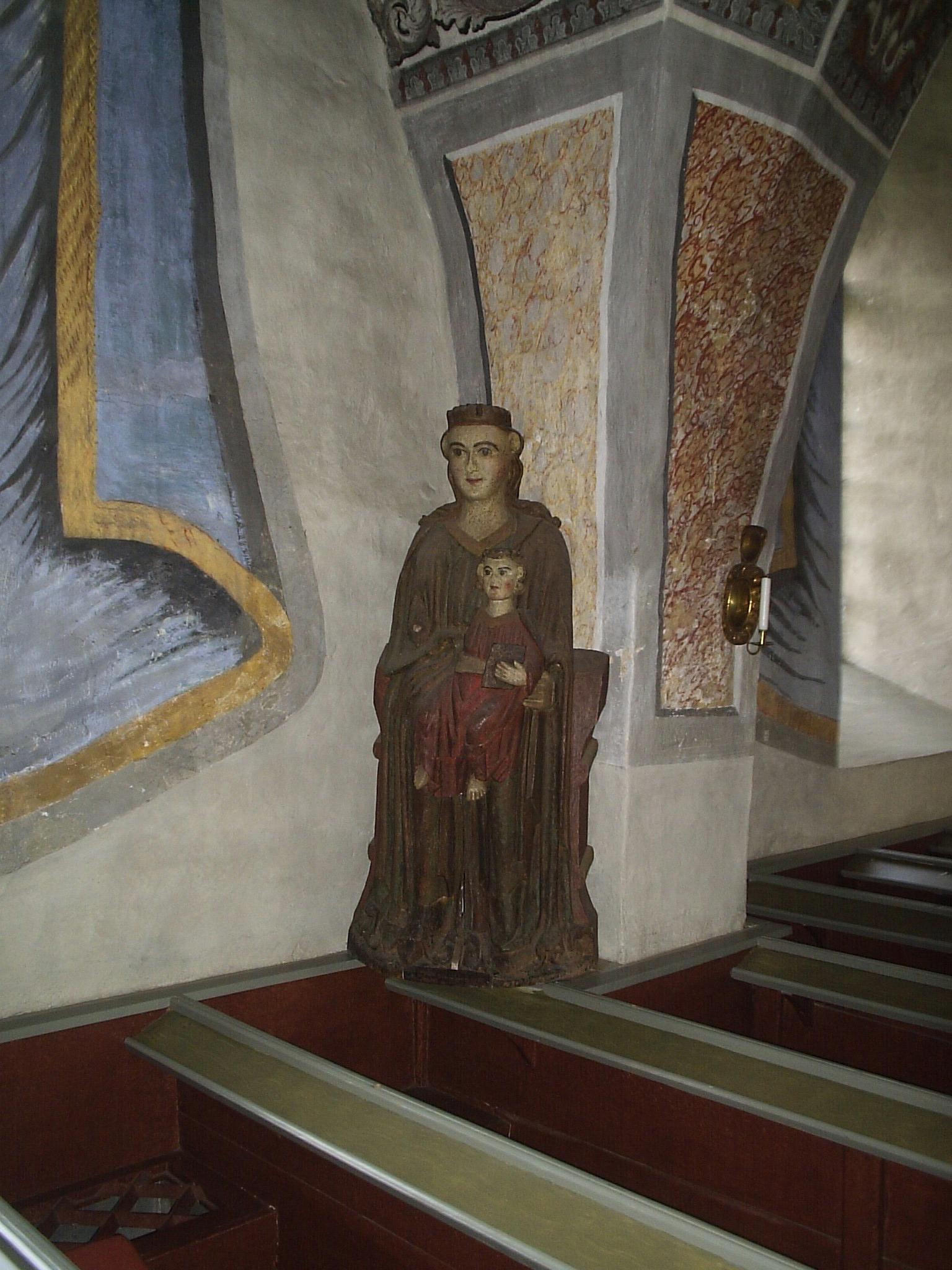
Madonna från 1200-talet.
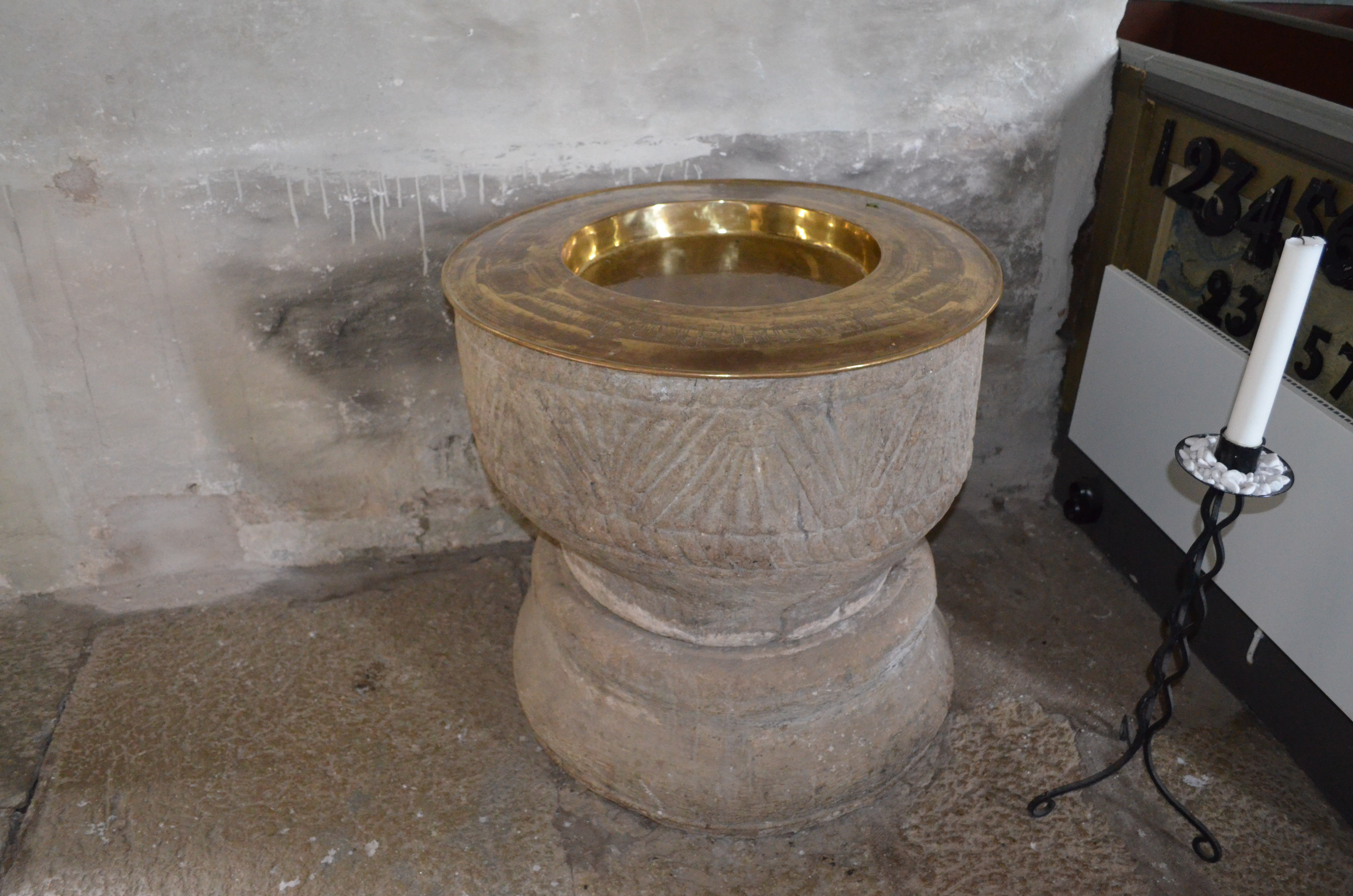
Kungslena kyrkas dopfunt
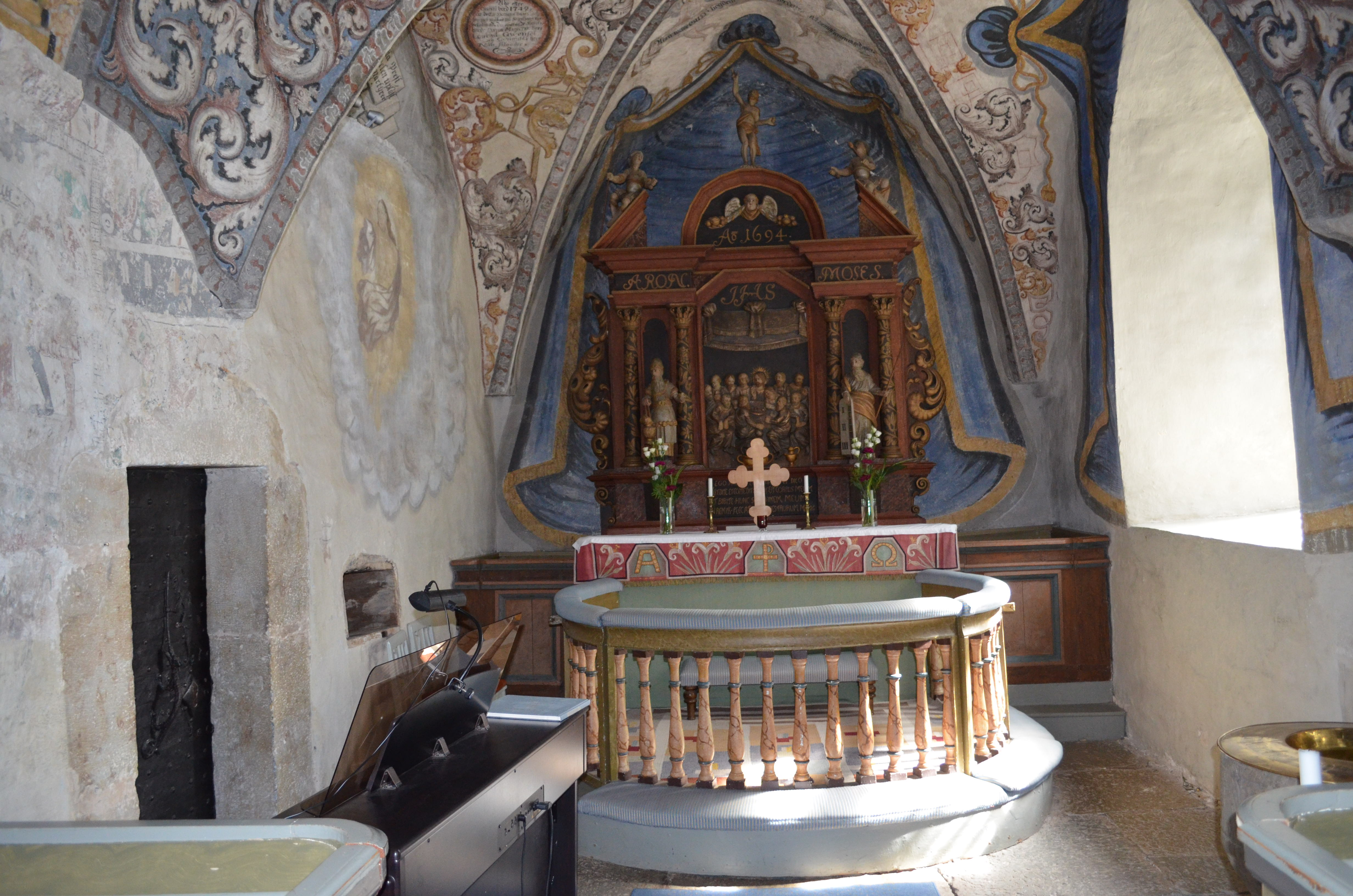
Kungslena kyrkas altare
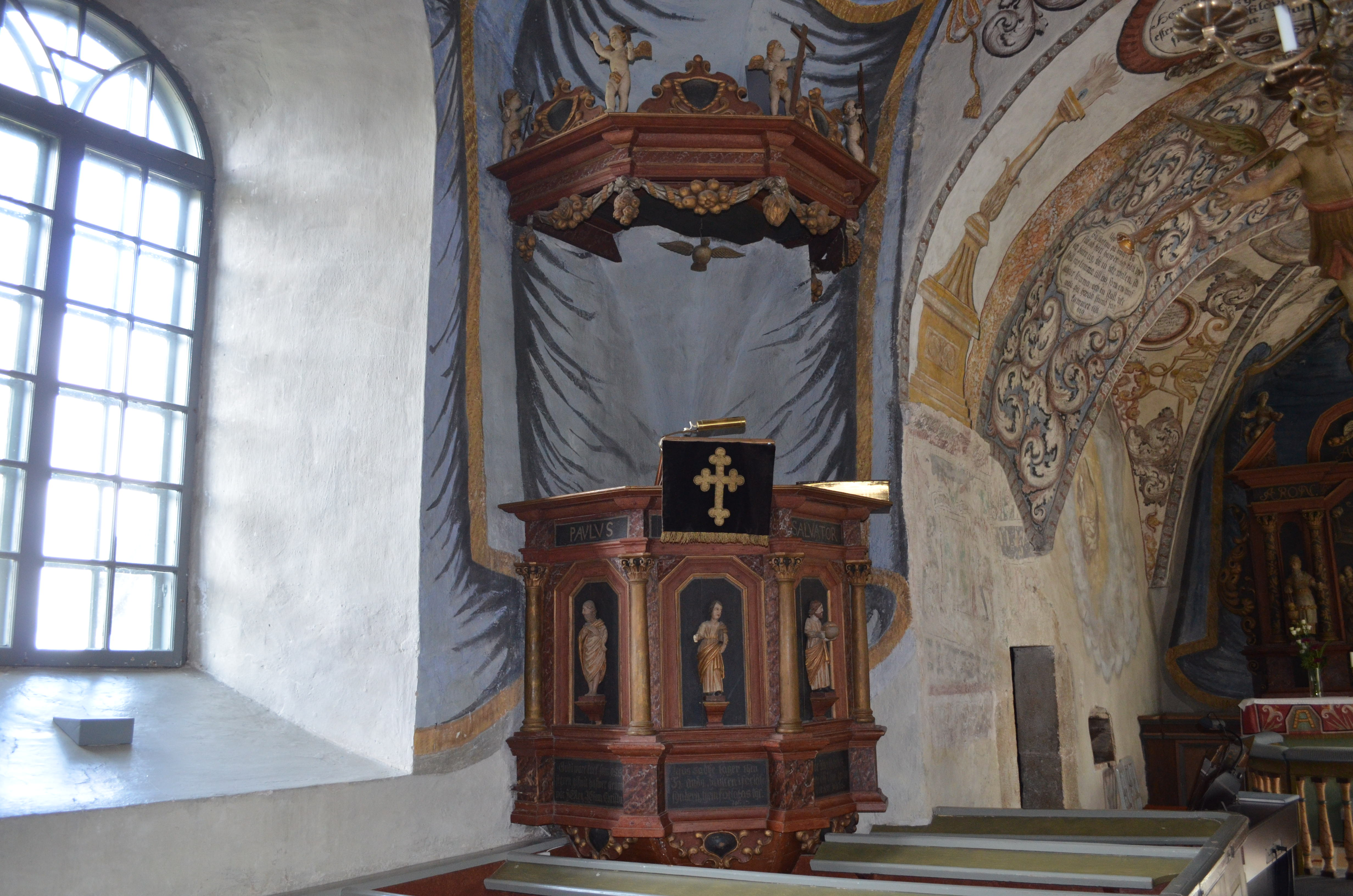
Kungslena kyrkas predikstol
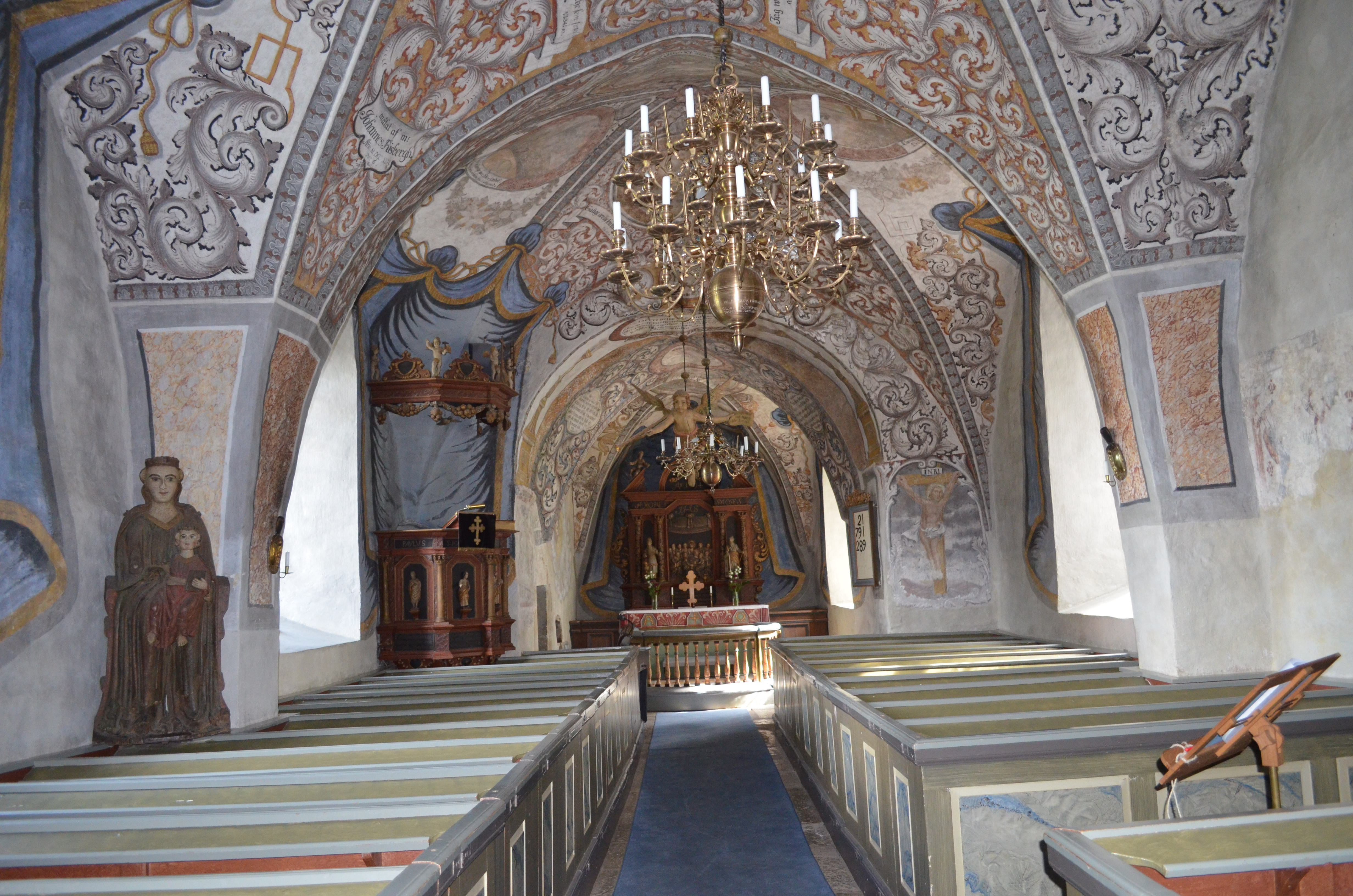
Kungslena kyrkas kyrksal